# Antonio Rivera Cabezas
Antonio Rivera Cabezas (* 1785 in Guatemala-Stadt; † 8. Mai 1851 in Guatemala-Stadt) war Mitglied der Regierungsjunta der Zentralamerikanischen Konföderation und 1831 Staatschef von Guatemala.

## Leben
Rivera war ein Kadett bei den Milicias. Er wurde Rechtsanwalt in der spanischen Kolonialperiode. 1812 bekleidete er unter spanischer Herrschaft das Amt des Gesandten der ersten zentralamerikanischen Versammlung.
Am 15. September 1821 war er einer der Unterzeichner der Unabhängigkeit von Spanien. 1823 bildete er mit Pedro José Antonio Molina Mazariegos und Juan Vicente Villacorta Díaz ein Triumvirat, genannt die 1. Regierungsjunta der Zentralamerikanische Konföderation.
Er war Mitglied des mexikanischen Kongresses in der Zeit der Annexion durch Mexiko unter Agustín de Itúrbide. Die mexikanischen Besatzungstruppen waren zeitweise Verbündete der Partido Liberal.
Als Mitglied der Junta unterzeichnete er am 1. Juli 1823 eine Unabhängigkeitserklärung Zentralamerikas von Spanien, Mexiko und allen anderen Staaten. Er war Autor satirischer Schriften.
1824 war er von der mexikanischen Regierung eingesetzter Regierungschef des Departements Guatemala.
Am 9. März 1830 entfernte das Parlament Pedro José Antonio Molina Mazariegos als Staatschef von Guatemala und Rivera Cabezas wurde bis 10. Februar Staatschef von Guatemala in der Konföderation.
In seiner Amtszeit herrschte Frieden.
Er ließ das in den Unabhängigkeitskriegen zerstörte Schulwesen wieder aufbauen. Er ließ neue Schulen in Chiquimula eröffnen.
Außerdem gründete er neue Schulen in Guatemala-Stadt und Quetzaltenango und führte das Konzept der Lancasterschule ein.
Er ließ eine Volkszählung durchführen. Er versuchte das Justizwesen zu reformieren, gründete die Dirección de Caminos Departamentales, die sogenannte Straßenbauverwaltung. 1831 trat er von seinem Amt zurück. Er war von 1835 bis 1837 Finanzminister der Föderation. Von 1832 bis 1835 war er Distriktrichter.
Als das Regime der Partido Conservador in Guatemala an die Macht kam, sollte er erschossen werden, kam auf Intervention von Freunden frei und migrierte nach Chiapas. Als er versuchte über Honduras zurückzukehren, wurde er in Jocotán, Chiquimula verhaftet und der Verschwörung angeklagt. Es gelang ihm nach El Salvador zu fliehen, wo er seinen Vorgänger im Amt Pedro José Antonio Molina Mazariegos, welcher als Gründer der Partido Liberal galt, traf. Er liegt in der Kirche La Merced 5 Calle, 11 Av Guatemala City, begraben.